# Salchicha de Lincolnshire
La salchicha de Lincolnshire es una variedad distintiva de salchicha de carne de cerdo, desarrollada en el condado inglés de Lincolnshire y ampliamente disponible en la mayoría de las carnicerías y los supermercados británicos. En su sabor comúnmente dominan los condimentos de hierbas, más que el sabor a pimienta predominante en otras salchichas inglesas, como la salchicha de Cumberland. También se caracterizan por su textura robusta, que es resultado de que la carne de cerdo sea molida de manera tosca, más que picada.
Tradicionalmente el sabor dominante siempre ha sido el de la salvia.
En el 2004, un grupo de 13 carniceros de Lincolnshire, dirigidos por la firma productora de salchichas George Adams & Sons, inició un movimiento para proteger el nombre de la salchicha Lincolnshire, solicitando el estatus de Indicación Geográfica Protegida (IG), conforme a la ley de la Unión Europea. Para apoyar la solicitud del uso del IG, se creó a principios del 2006, la Lincolnshire Sausage Association. Según esta propuesta, para calificar como salchicha de Lincolnshire, una salchicha tiene que ser fabricada en el condado y también estar conformada de una lista de ingredientes estándar:
- Carne de cerdo británica, corte grueso, contenido mínimo de carne del 70 %.
- Contenido de grasa máximo del 25 %.
- Pan molido (como aditivo).
- Salvia, sal y pimienta.
- Cubiertas naturales de cerdo (o de oveja, para salchichas estilo chipolata).
- Sulfito como conservador (a 450 ppm máximo).

A diferencia de la salchicha de Cumberland, no hay un ancho o longitud estándar para la de Lincolnshire, comúnmente es asociada con una amplia variedad de estilos e incluso se fabrican estilo chipolata.
Cada año se realiza en la ciudad de Lincoln, una competencia para encontrar la mejor salchicha.